# Tu viện Hermit Camaldolese, Kraków

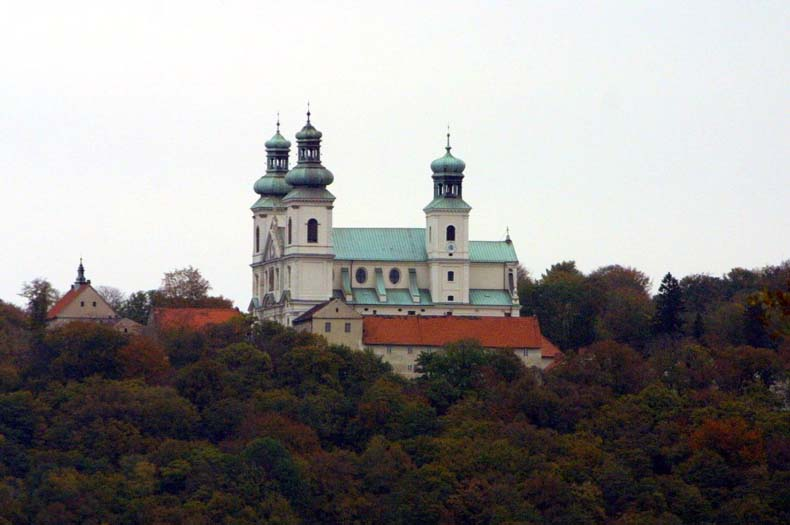
Tu viện Camaldolese của Bielany ở Kraków, Ba Lan

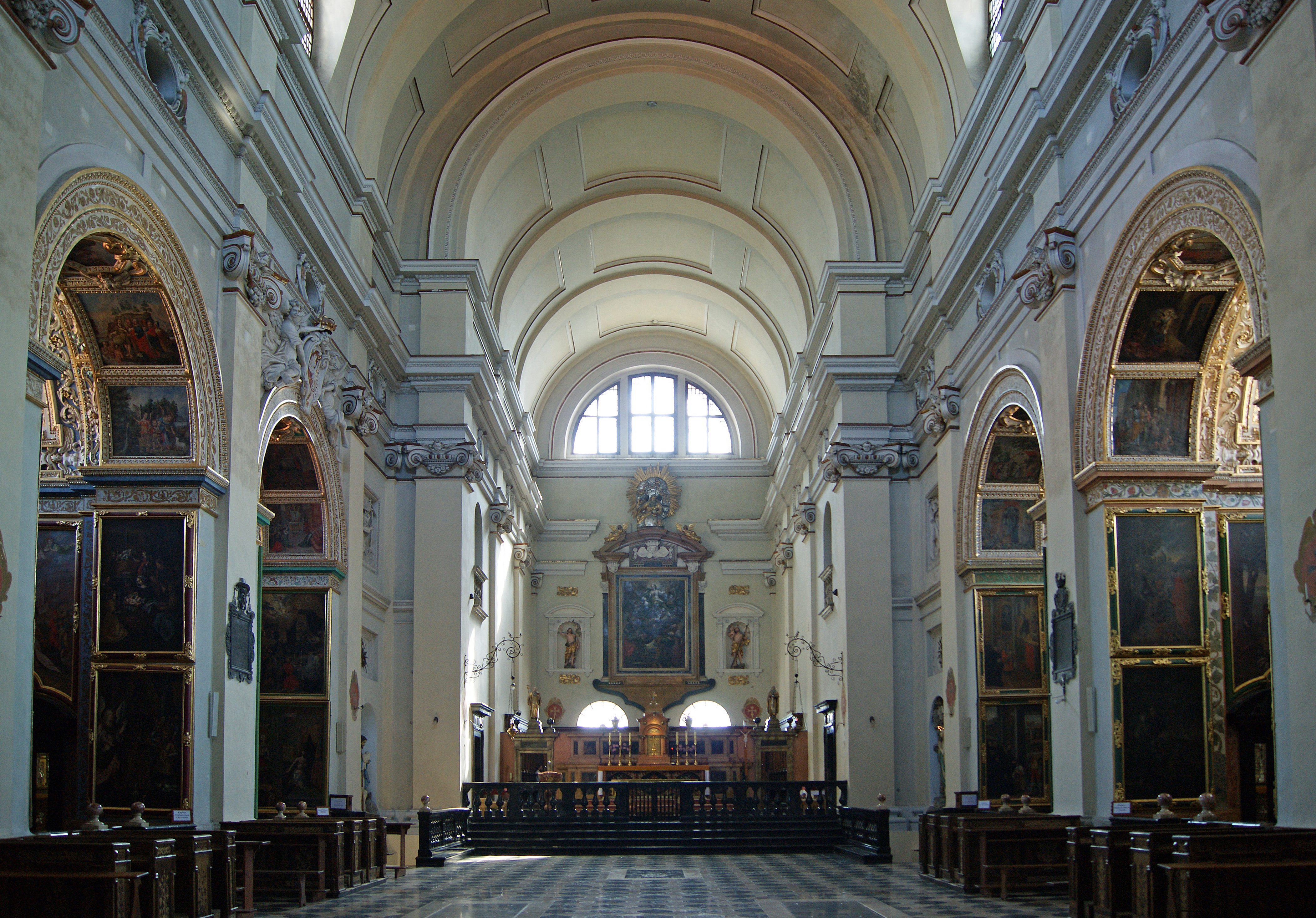
Nội thất tu viện

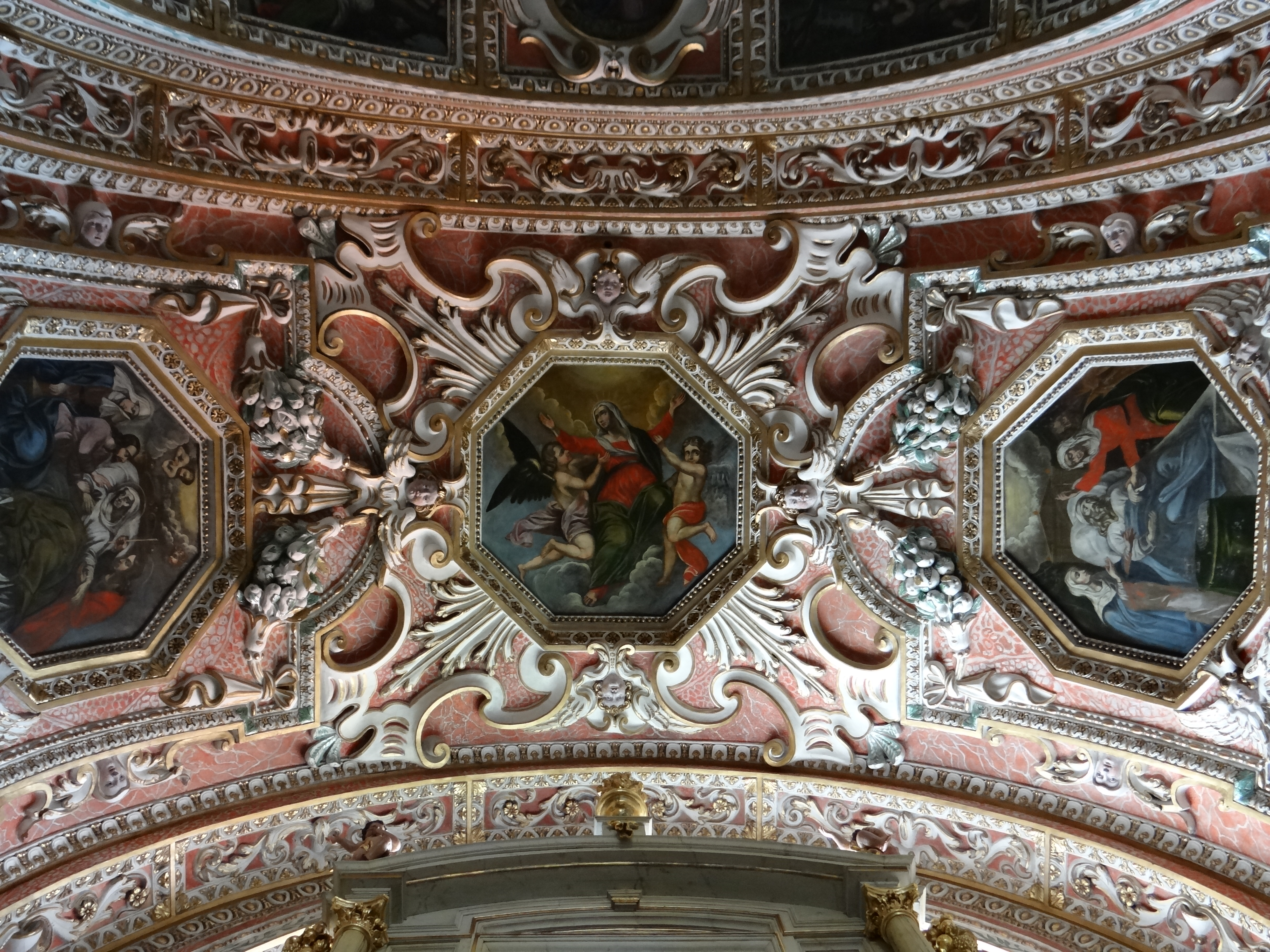
Chi tiết kiến trúc nội thất

Tu viện Hermit Camaldolese ở Kraków (tiếng Ba Lan: Kościół Wniebowzięcia Najświętszej Maryi Panny w Krakowie) là một tu viện Camaldolese ở Bielany thuộc Kraków, Ba Lan. Tu viện nằm trên 326 mét (1.070 ft) của Núi bạc. Nó bao gồm các viện tu khổ hạnh và nhà thờ Lễ Đức Mẹ Lên Trời.
Các tu sĩ Camaldolese được mời đến định cư tại Bieleany bởi Đại nguyên soái Mikołaj Wolski vào năm 1603. Tu viện được xây dựng từ năm 1609-1630. Việc xây dựng tòa nhà được giám sát bởi Walenty von Säbisch nhưng sau khi một phần của tu viện sụp đổ, việc giám sát các công trình sau đó đã được kiến trúc sư người Ý Andrea Spezza tiếp quản. Đến năm 1630, tu viện được hoàn thành theo kế hoạch của ông.
Nội thất được trang trí phong phú của nhà thờ là kết quả của các tác phẩm của một kiến trúc sư nổi tiếng người Ý khác trong thời kỳ Giovanni Battista Falconi. Bên trong Nhà nguyện Hoàng gia có những bức tranh của Tommaso Dolabella họa sĩ triều đình của vua Ba Lan Zygmunt III Waza. Phần trung tâm của nhà xứ có bức tranh của Ba Lan họa sĩ và nghệ sĩ đồ họa theo phong cách lãng mạn - Michał Stachowicz miêu tả Lễ Đức Mẹ Lên Trời.
Trong suốt lịch sử của nó, tu viện đã được viếng thăm bởi các vị vua như John III Sobieski, Władysław IV Vasa, John II Casimir và Stanisław August Poniatowski. Vào ngày 19 tháng 8 năm 2002, nhà thờ đã được Đức Giáo hoàng John Paul II viếng thăm trong chuyến hành hương của ông đến Ba Lan.

## Tham quan
Tu viện mở cửa hàng ngày chỉ dành cho nam giới ghé thăm. Lối vào được cho phép hàng ngày vào các khoảng thời gian 8:00, 8:30, 9:00, 9:30, 10:00, 10:30, 11:00, 15:00, 15:30, 16:00 và 16:30.
Phụ nữ chỉ được phép đến thăm tu viện vào mười hai ngày trong năm:
1. Chủ nhật Phục Sinh
2. Thứ Hai Phục Sinh
3. Ngày 3 tháng 5 - Lễ Đức Trinh Nữ Maria, Nữ hoàng Ba Lan
4. Lễ Ngũ Tuần Chủ Nhật
5. Thứ Năm Thứ Năm
6. Chủ nhật sau ngày 19 tháng 6
7. Chủ nhật thứ hai của tháng 7
8. Chủ nhật ngày 1 tháng 8
9. 15 tháng 8 - Giả định của Mary
10. 8 tháng 9 - Chúa giáng sinh
11. 25 tháng 12 - Ngày Giáng sinh

Vào những ngày này, Thánh lễ diễn ra lúc 11.30. Thánh lễ cũng được tổ chức ngày:
- 25/12 (Đêm Giáng sinh): Thánh lễ nửa đêm
- Chủ nhật ngày lễ Ngũ tuần: 8h00, 9h30, 11h30, 16h00, 18h00
- Thứ Năm Thứ Năm: 9.30, 11.30, 16.00, 18.00

## Địa chỉ
Tu viện Camaldolese (Klasztor OO. Kamedułów) Al. Konarowa 1 30-248 Krakow Ba Lan